# 이코마 다카키요
이코마 다카키요(일본어: 生駒高清, 1643년 ~ 1694년 8월 4일)는 일본 에도 시대의 다이묘로, 야시마번의 2대 번주이다. 이코마 다카토시의 맏아들이다.
만지 2년(1659년)에 아버지가 사망함에 따라 가문을 계승하였고, 같은 해 9월 13일에 동생 도시아키에게 이세이지(伊勢居地) 2천 석 영지를 분할해 주면서, 이코마 가문은 다이묘 자격을 잃고, 에도 근무 고타이요리아이가 되었다. 처를 두지 않아 후사가 없으므로 동생인 지카오키가 영주직을 이었다.
| 전임 이코마 다카토시 | 제2대 야시마 령 영주 1659년 ~ 1694년 | 후임 이코마 지카오키 |